# Ernakh
Ernakh o Ernac (Greco antico: Ήρνάχ "Hernach") (V secolo – 503) è stato un re unno.

## Biografia
Era il terzo figlio di Attila. Non si conosce la madre. Dopo la morte del padre nel 453 l'impero Unno si disgregò e ciò che ne restava fu governato in successione dai suoi figli. Ernakh succedette a Dengizich e regnò dal 469 al 503 sugli Unni che abitavano le terre dell'odierna Ucraina. Ernakh si affermò anche come sovrano dei Proto-bulgari Onoguri che erano venuti in contatto con gli Unni nel 463 durante il regno del fratello Dengizich.
Nel 486 e nel 488 guidò i Proto-bulgari in qualità di alleati di Bisanzio (e successivamente come alleati dei Gepidi) contro i Goti di Teodorico venendo però sconfitto.

## Irnikh
Irnikh (bulgaro: Ирник), noto anche come Irna, Ernakh, Keremek, Ernakh, Hernakh (bulgaro: Ирна, Ернах, Керемек, Ернак, Хернах) è menzionato al secondo posto (dopo Avitohol) come sovrano proto-bulgaro nel Nominalia dei khan bulgari: Irnikh visse 150 anni. Il suo clan Dulo e il suo anno dilom tvirem (il quarto mese).
La maggior parte dei medievalisti associa Irnikh a Ernakh, a causa della somiglianza dei nomi Irnikh, Ernakh e Attila, Avitohol, nonché per il fatto che l'anno dell'ascesa al potere di Irnikh indicato nel nome Il libro coincide con l'anno della morte di Attila (e quindi con quella di Avitohol). Secondo lo storico bulgaro dilettante Bono Shkodrov, Irnikh arebbe stato sovrano nel 463/465 – 489, durante il tempo dell'imperatore Zenone. Lo stesso autore menziona anche Keremekh ed Ernakh come suoi nomi.

## Ernakh/Irnikh nella cultura
- Il suo nome porta il paese Irnik (bulgaro: Ирник) nella provincia di Sitovo, in Bulgaria;
- Il promontorio marino " Irnik" (inglese: Irnik Point) sull'Isola Snow, parte delle Isole Shetland Meridionali, nell'Antartide.[4]